# Bärbel Broschat
Bärbel Broschat (dekliški priimek Klepp), nemška atletinja, * 2. november 1957, Magdeburg, Vzhodna Nemčija.
Ni nastopila na poletnih olimpijskih igrah. Na svetovnih prvenstvih je v teku na 400 m z ovirami osvojila naslov prvakinje leta 1980.